# Ricardo Winter

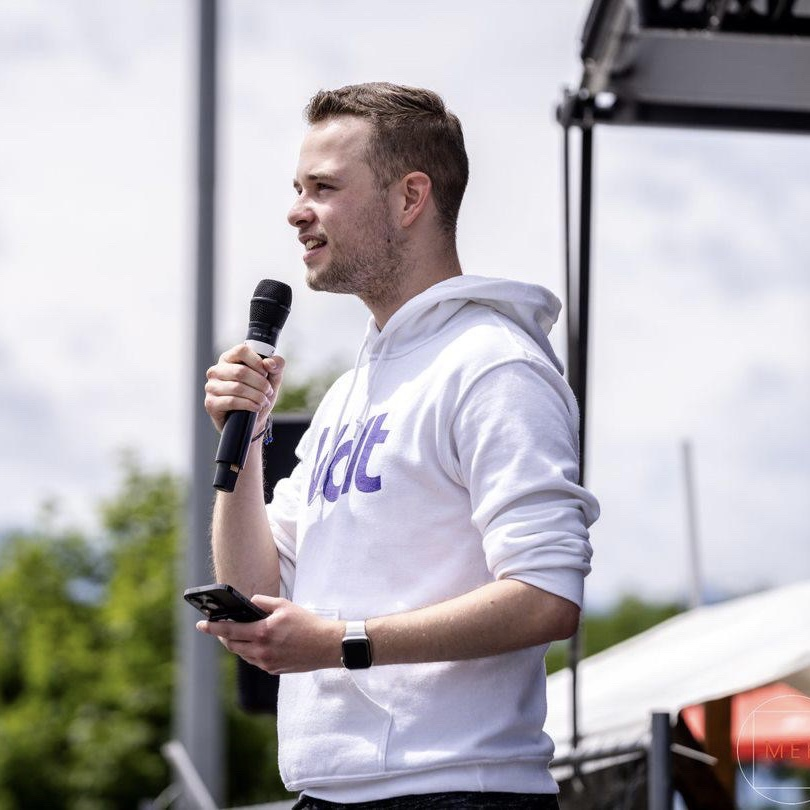
Ricardo Winter bei seiner Rede auf der Tirol Pride 2023

Ricardo „Rico“ Winter (geboren 8. April 2002) ist ein deutsch-österreichischer Politiker der Partei Volt. Er ist seit dem 2. September 2023 Bundesparteivorsitzender von Volt Österreich.

## Leben
Ricardo Winter ist seit 2020 mit Unterbrechung bei Volt. Davor war er Mitglied bei Neos. Er war zunächst Communication Lead bei Volt Salzburg, bevor er Landeslead wurde. Als Jugendsprecher von Volt Österreich setzte er sich für eine Bildungsreform ein und forderte mehr geschulte Jugendpsychologen an Schulen sowie eine Schulung für Lehrer, damit sie mit Thematiken wie „Outing“ besser umgehen. Bei der Salzburger Landtagswahl 2023 trat er als Spitzenkandidat für Volt Salzburg an. Jedoch erreichte Volt nicht die erforderlichen Unterstützungserklärungen, um landesweit anzutreten. Auf dem Bundesparteitag 2023 von Volt Österreich in Salzburg wurde er zum Bundesparteivorsitzenden gewählt.